# BMW ActiveHybrid 7
BMW ActiveHybrid 7 — представительский автомобиль от немецкого концерна BMW с гибридной силовой установкой, созданный на базе BMW 7 series 2008 модельного года. Электромотор работает только в паре с основным бензиновым двигателем. BMW ActiveHybrid 7 2011 модельного года официально поставляется в Россию.

## Конструкция
Силовая установка BMW ActiveHybrid 7 представляет собой комбинацию 4,4-литрового бензинового V8 с двойным турбонаддувом (технология Twin Scroll) и системой непосредственного впрыска топлива HPI и электродвигателя. Суммарная мощность двигателей составляет 465 л. с., из которых на электромотор приходится 20 л. с. (или 15 кВт). Блок литиево-ионных аккумуляторов расположен за задней осью автомобиля, что сказалось на объёме багажника (460 литров у ActiveHybrid 7 против 500 литров у 7 series. Единственная доступная коробка передач — 8-ступенчатая АКПП.
В стандартном исполнении BMW ActiveHybrid 7 оснащается биксеноновой головной оптикой, противотуманными фарами, системой автоматической остановки/запуска бензинового двигателя при простое, системой рекуперации энергии при торможении, системой автоматической регулировки жёсткости амортизаторов, передними креслами с электроприводом и памятью положений, и многим другим. Как опции доступен ряд систем, например, аудиосистема и навигация BMW Professional, камеры заднего вида и кругового обзора, система ночного видения BMW Night Vision.

## Российский рынок

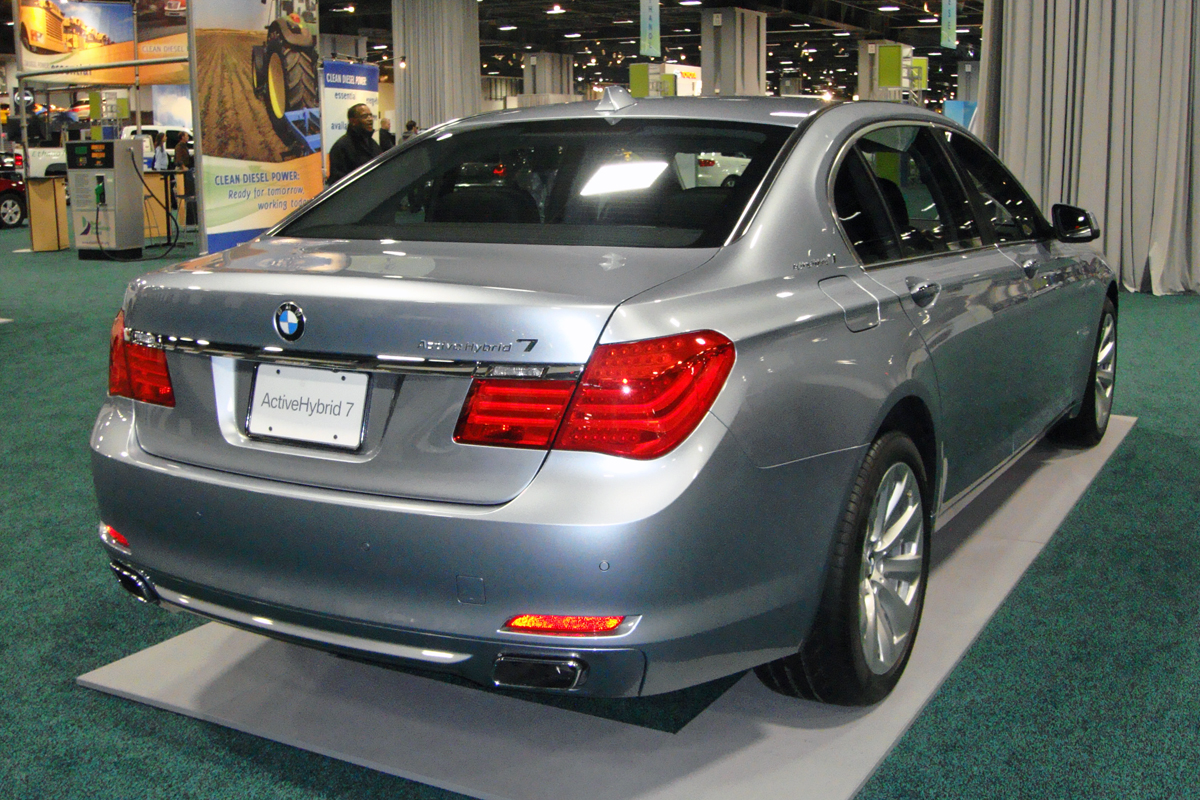
BMW ActiveHybrid 7 2011

С начала лета 2010 года гибридный седан стал официально доступен у российских дилеров BMW AG. В Россию поставляется два варианта автомобиля:
- BMW ActiveHybrid 7 со стандартной (3070 мм) колёсной базой;
- BMW ActiveHybrid 7 Long (колёсная база — 3210 мм, общая длина автомобиля — 5212 мм, габариты аналогичны 7 series Long).